# Faridpur (zila)
Faridpur (en bengalí: ফরিদপুর) es un zila o distrito de Bangladés que forma parte de la división de Daca.
Comprende 8 upazilas en una superficie territorial de 2.065 km² : Faridpur, Boalmari, Alfadanga, Madhukhali, Bhanga, Nagarkanda, Charbhadrasan y Sadarpur .
La capital es la ciudad de Faridpur.

## Upazilas con población en marzo de 2011[2]
- Alfadanga 108,302
- Bhanga 259,032
- Boalmari 256,658
- Charbhadrasan 63,477
- Faridpur Sadar 469,410
- Madhukhali 204,492
- Nagarkanda 197,898
- Sadarpur 186,254
- Saltha 167,446

## Demografía
Según estimación 2010 contaba con una población total de 2.044.308 habitantes.